# Parasola plicatilis
Parasola plicatilis (William Curtis, 1787 ex Scott Alan Redhead, Rytas Vilgalys, și John S. Hopple, 2001), sin. Coprinus plicatilis (William Curtis, 1787 ex Elias Magnus Fries, 1838), din încrengătura Basidiomycota în familia Psathyrellaceae și de genul Parasola, este o ciupercă saprofită, necomestibilă din cauza micimii corpului fructifer, cunoscută în popor sub denumirea  burecior de rouă, balegă strălucitoare Acest soi, în România, Basarabia și Bucovina de Nord comun și răspândit, crește solitar,  dispersat sau în grupuri mai mari, în iarbă sau pe pământ gol, pe lângă drumuri, poteci de pădure, prin pajiști și parcuri, dar, de asemenea, pe lemn în putrefacție și mulci. Se poate găsi de la câmpie la munte, timpul fructificației fiind din (aprilie) mai până în noiembrie.
Epitetul se trage din cuvântul latin (latină plicare= a plia, a împături), nume cauzat suprafeței.

## Taxonomie
Numele binomial Agaricus plicatilis a fost determinat de botanistul englez William Curtis în volumul 5 al marii sale opere Flora londinensis din 1787.
În 1838, renumitul savant suedez Elias Magnus Fries a transferat specia la genul Coprinus sub păstrarea epitetului, de verificat în lucrarea sa Epicrisis systematis mycologici, seu synopsis hymenomycetum. Acest taxon este folosit de cele mai multe cărți și articole micologice până în prezent (2023).
Valabilă însă este în momentul de față denumirea Parasola plicatilis, creată de micologii Scott Alan Redhead, Rytas Vilgalys, și John Hopple, publicată în volumul 50 al jurnalului științific Taxon din 2001.

## Descriere

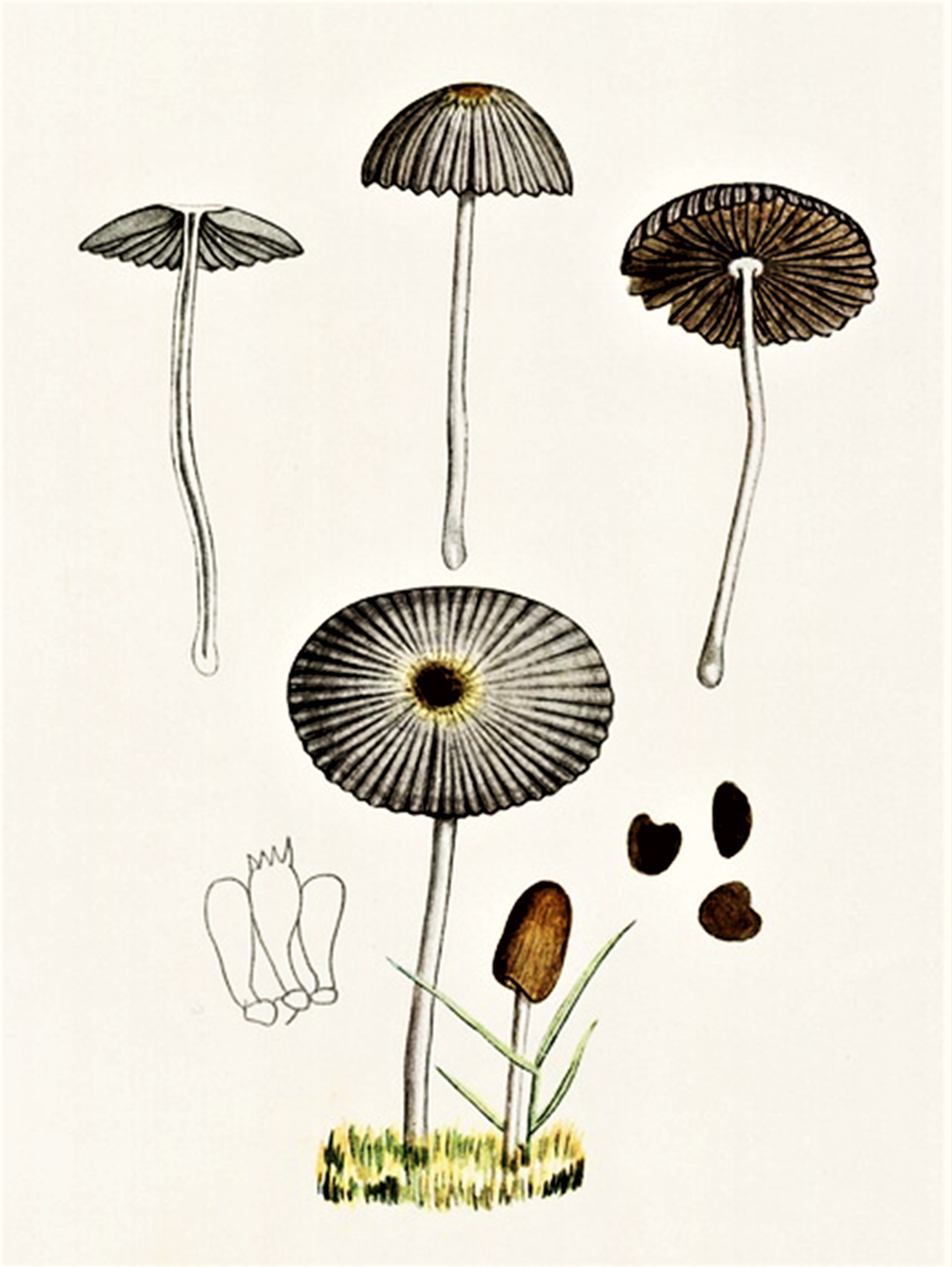
Bres.: Coprinus plicatilis

- Pălăria: subțire are un diametru de 1-3 (5) cm și inițial forma de ghindă sau de rolă, devine apoi ecranată, arătând ca o parașută mică și rotundă cu marginea dințată. Suprafața cu un aspect slab pâslos sau făinos, este mereu canelată, clar crestată de riduri adânci. Doar centrul în forma de disc rămâne neted. Coloritul, în tinerețe galben-maroniu până brun roșcat, se schimbă cu maturitatea în diverse nuanțe de gri, uneori aproape albicioase, mijlocul rămânând în regulă mai închis, maroniu.
- Lamelele: sunt destul de subțiri și relativ distanțate, fiind parțial scurt bifurcate către margine. Nu sunt aderate la picior ci sfârșesc clar înaintea lui, formând un fel de guler. Coloritul este mai întâi alb, apoi gri și în final gri-negricios, brun-negricios până la negru (prăfuit de pulberea sporilor). După eliberarea sporilor par transparenți.
- Piciorul: cilindric și foarte fragil, aproape translucid, are o lungime de 3-6 cm și o grosime 0,2-0,3 cm cu o bază îngroșată, nodulară. Este gol pe dinăuntru, suprafața fiind netedă, dar spre pălărie adesea brumată, albicioasă, spre bază din ce în ce mai ocru-maronie.
- Carnea: foarte subțire, gri-maronie până brun deschis nu se lichefiază în final ci se ofilește. Mirosul și gustul sunt neremarcabil.[5][6]
- Caracteristici microscopice: are spori mici, rotunjori sau în formă de inimioară, de culoare închisă și opace, măsurând 8-10 x 6-9 microni. Pulberea lor este neagră. Basidiile (celulele purtătoare de spori) în formă de măciucă foarte lată și pediculate cu 4 sterigme fiecare au o mărime de 20-25 x 9-10 microni și cistidele (elemente sterile situate în stratul himenal sau printre celulele din pielița pălăriei și a piciorului, probabil cu rol de excreție) veziculos clavate 50-70 x 20-30 microni.[11]
- Reacții chimice: nu sunt cunoscute.[5][6]

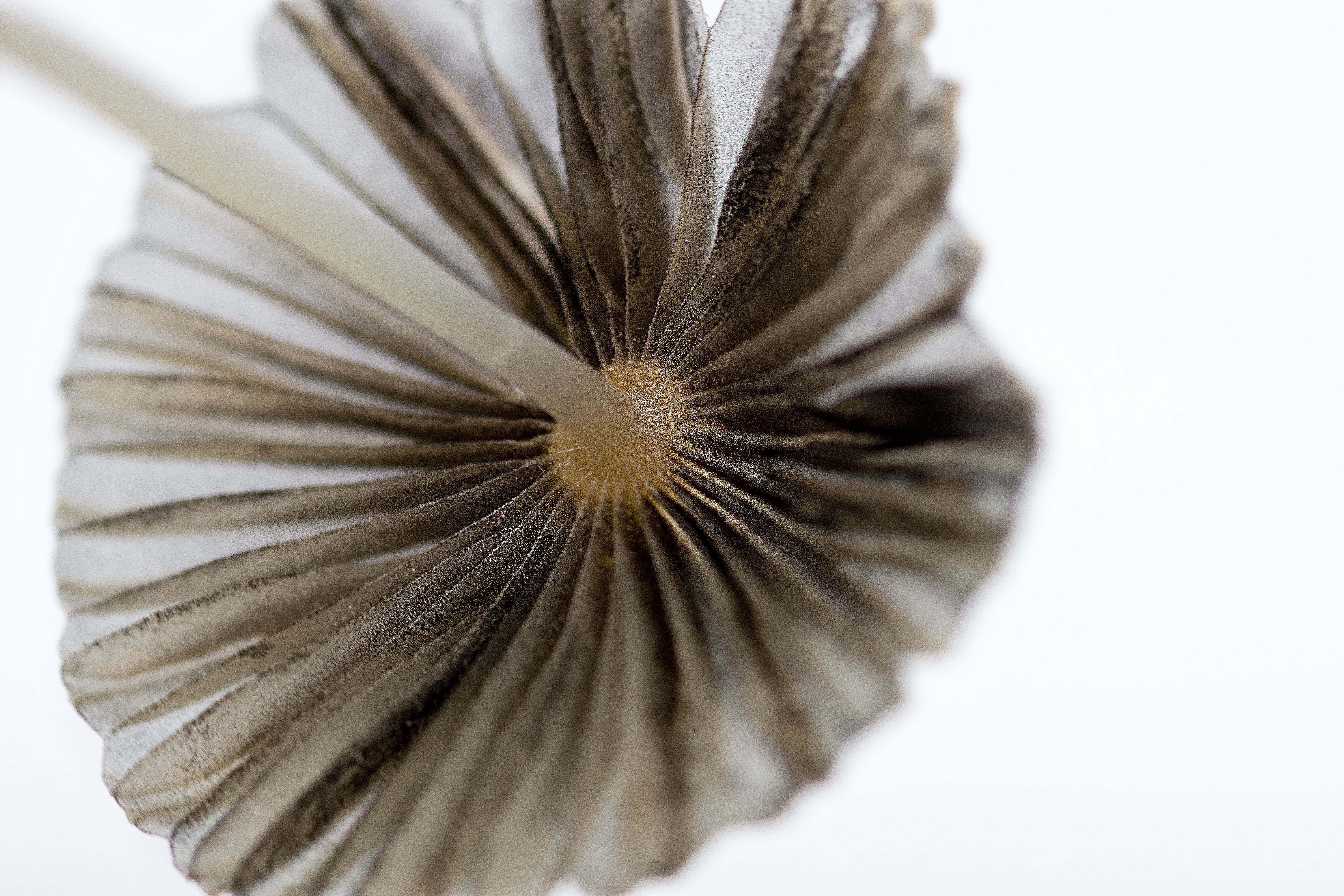
P. plicatilis, lamele și picior din apropiere
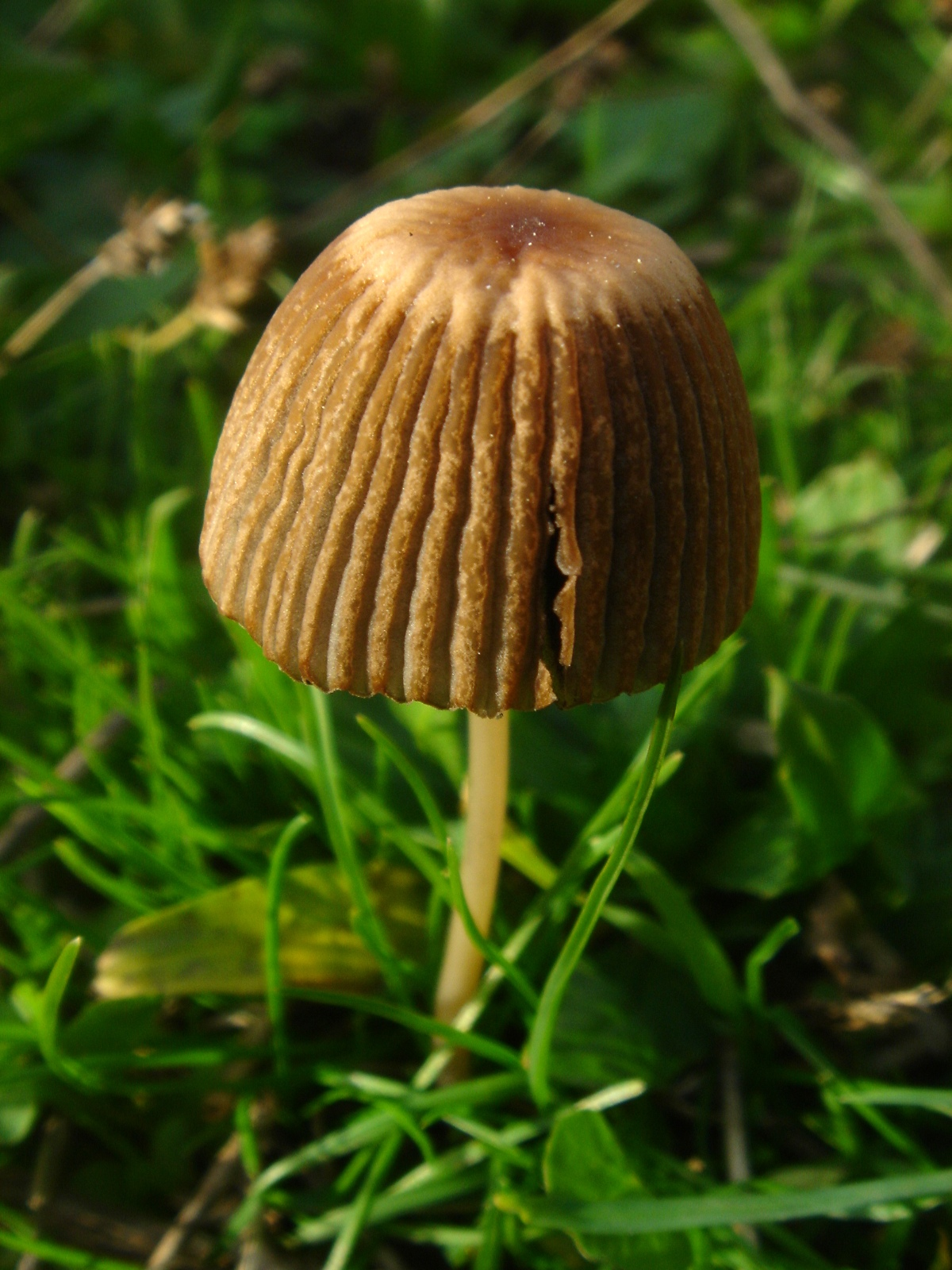
P. plicatilis mai tânăr
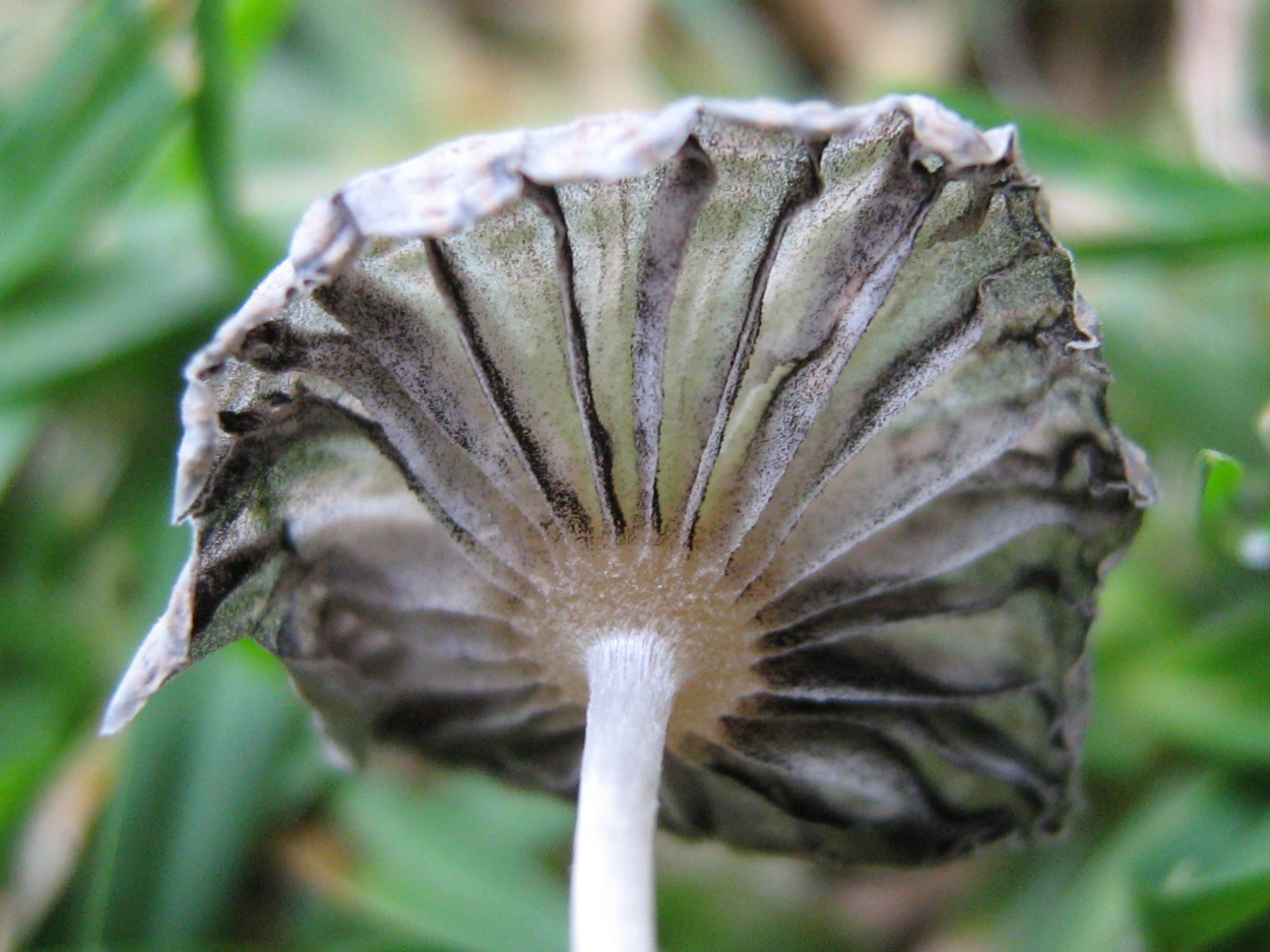
P. plicatilis bătrân
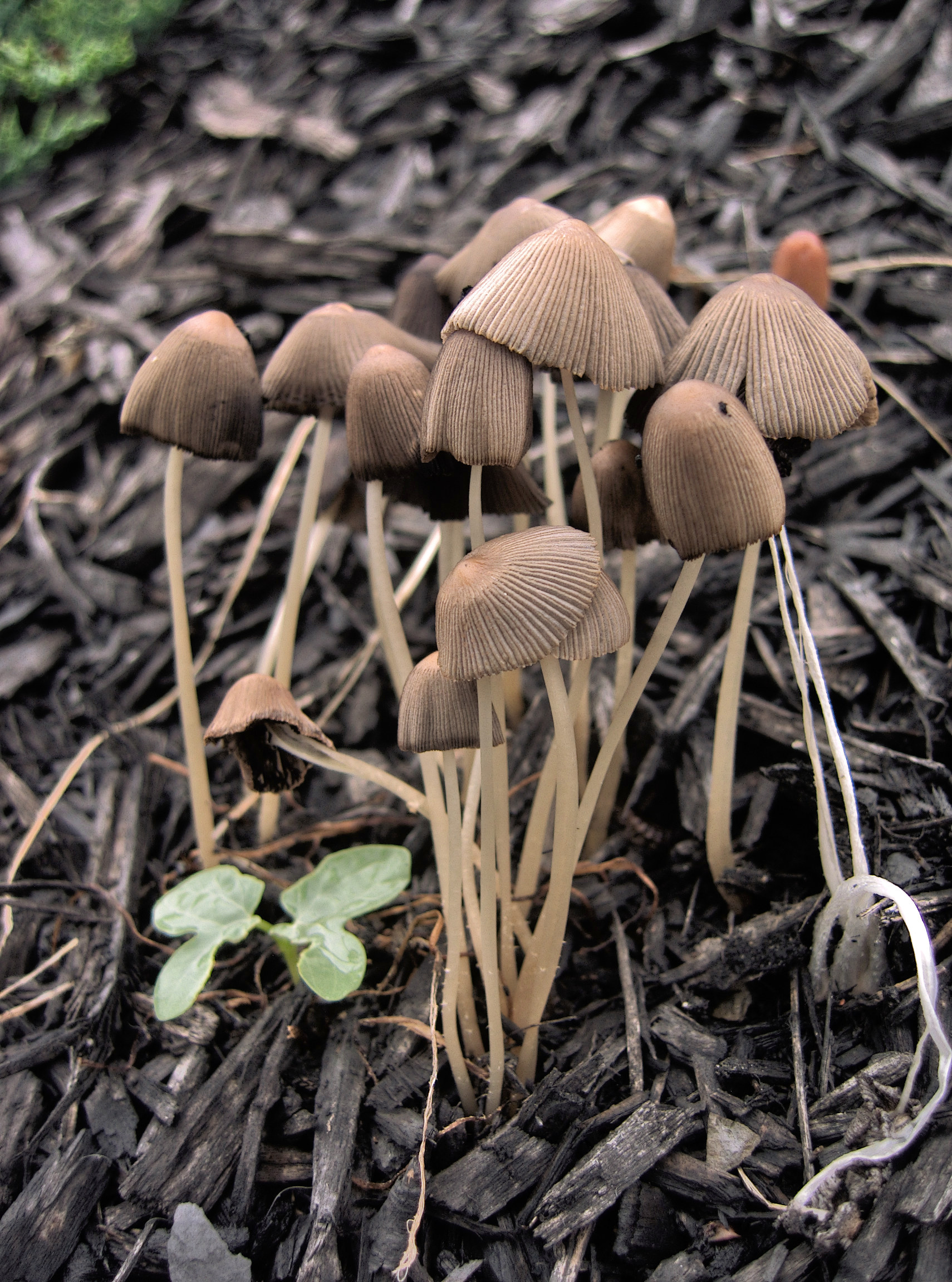
P. plicatilis, grup

## Confuzii
Acești bureți ar putea fi confundat cu alte specii ale familii, acestea în special de asemenea necomestibile, ca de exemplu  Coprinellus bisporus, Coprinellus disseminatus, Coprinopsis candidata și Parasola lactea cu speciile otrăvitoare împreună cu alcoolul Coprinopsis cinerea Coprinopsis nivea și Coprinopsis lagopus, cu bureții de usturoi Marasmius scorodonius și Marasmius alliaceus sau chiar cu deliciosul Marasmius oreades (mai mare și aromatic).

## Ciuperci asemănătoare în imagini

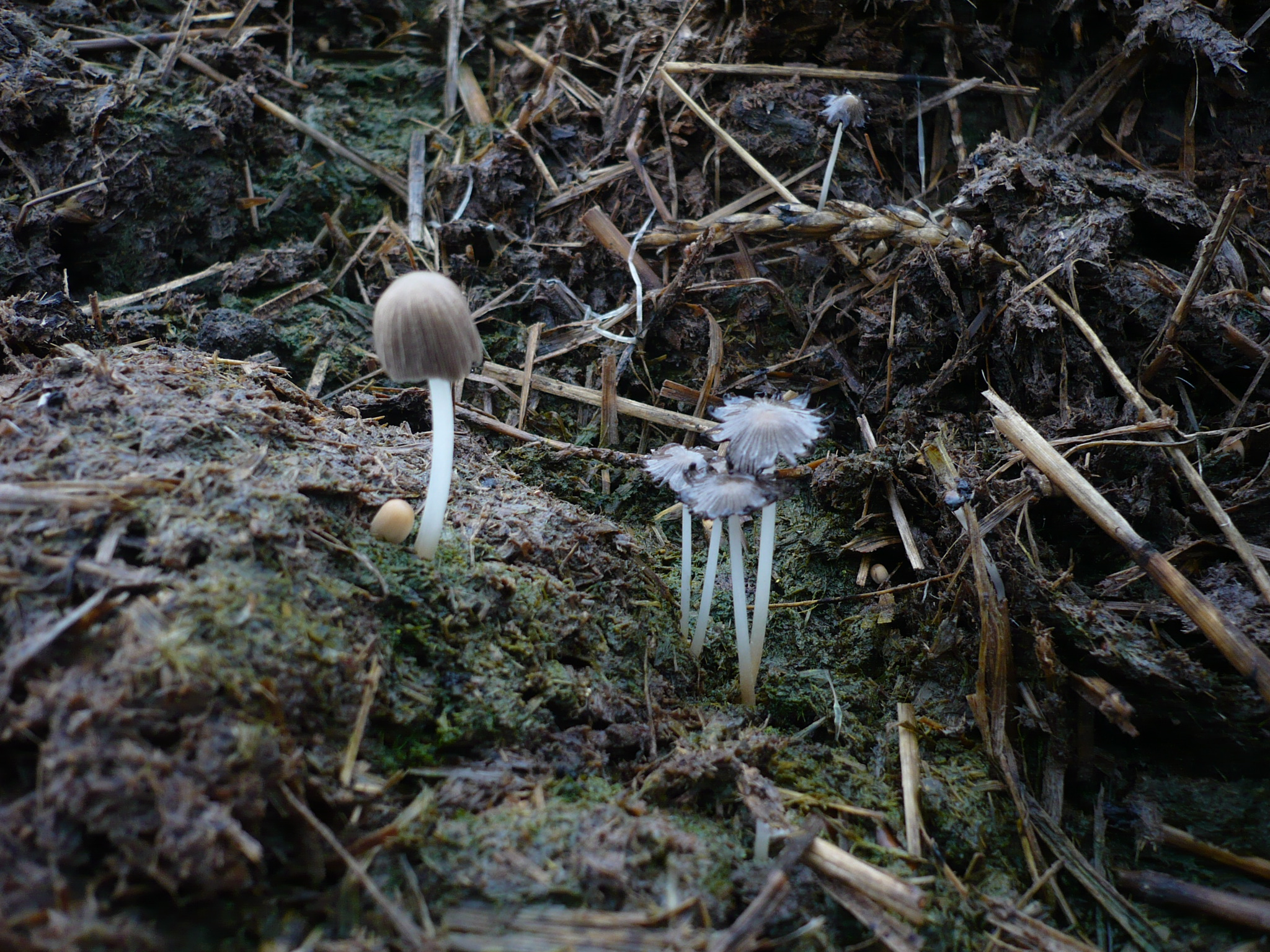
Coprinellus bisporus
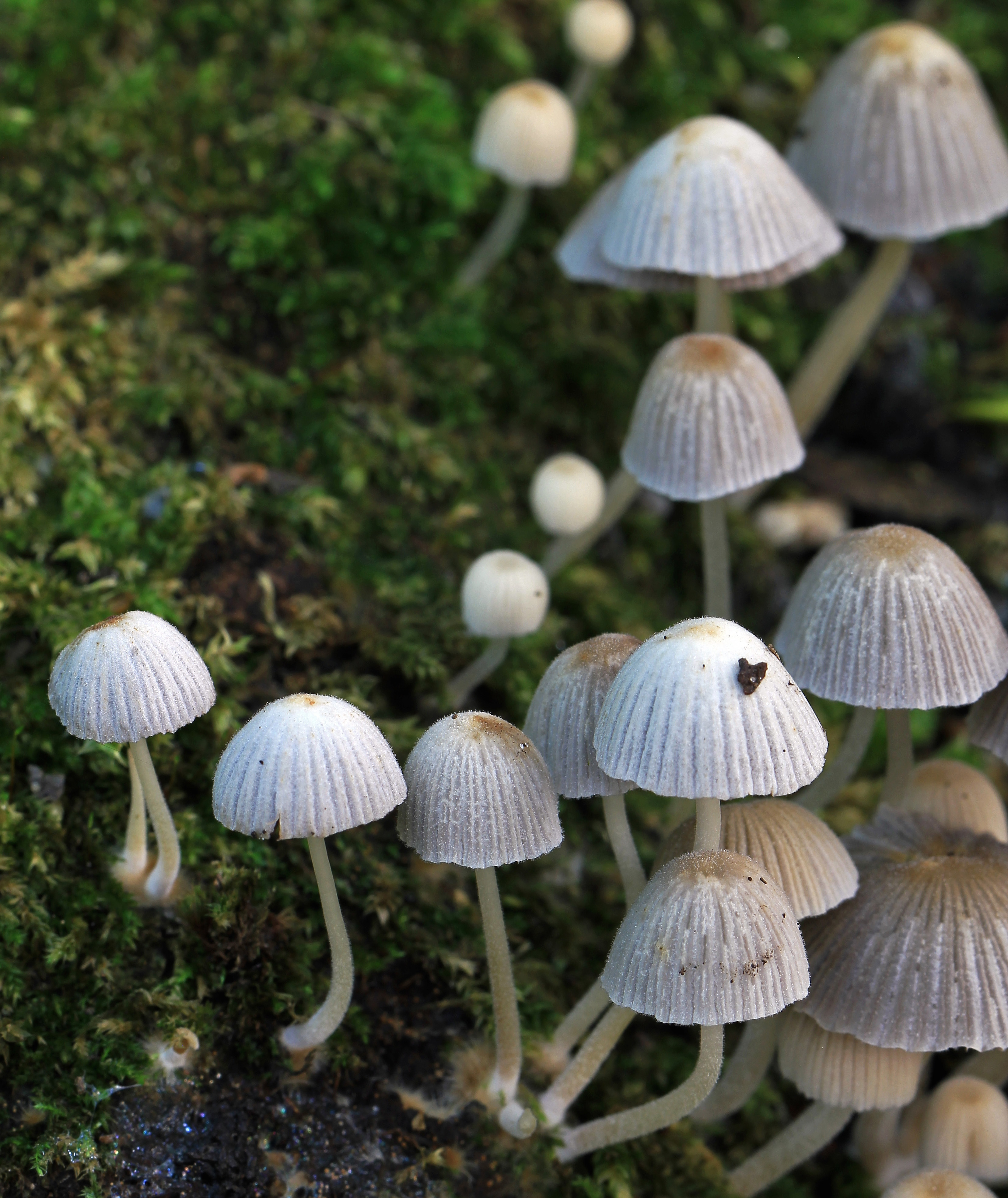
Coprinellus disseminatus
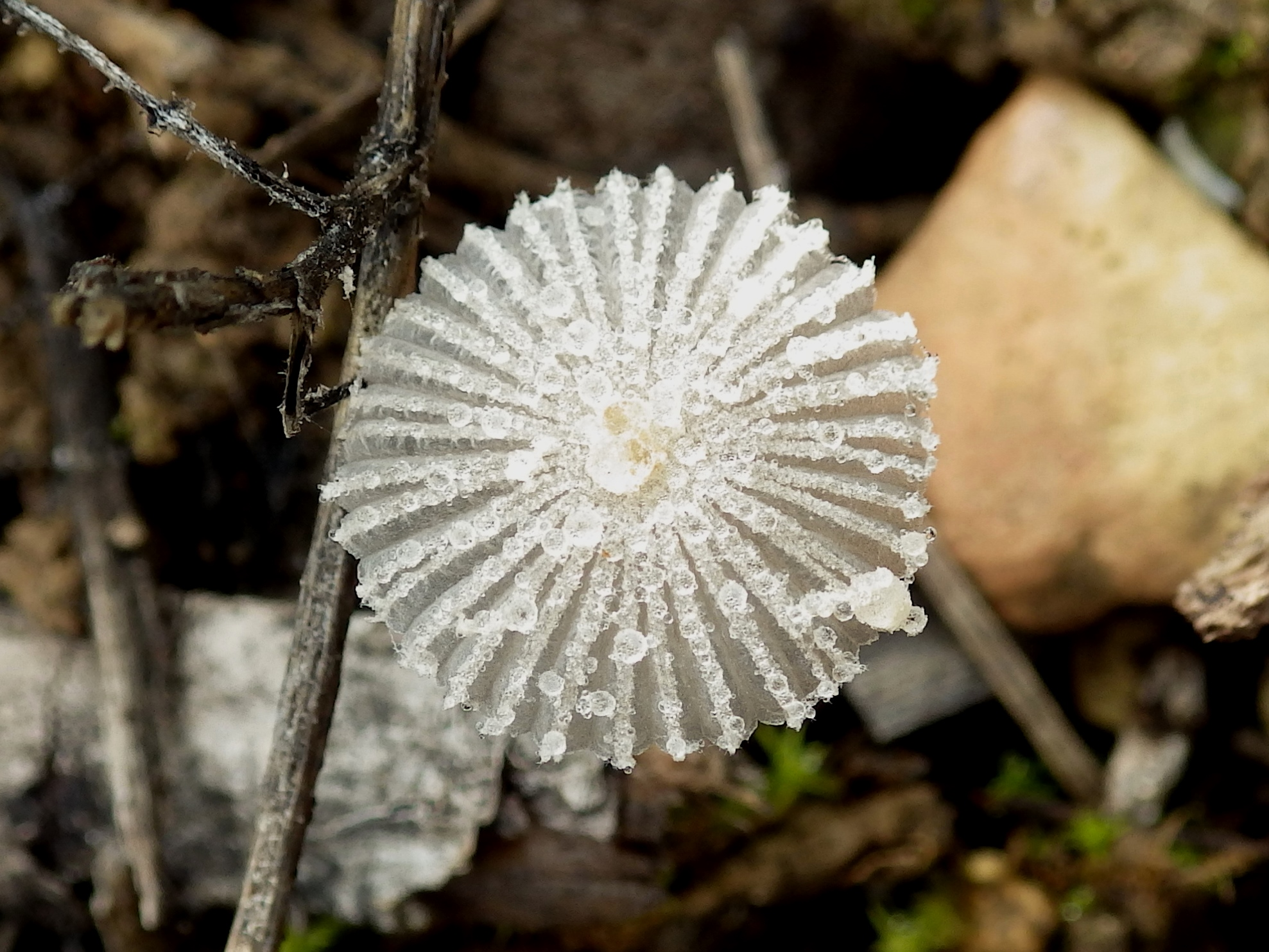
Coprinopsis candidata
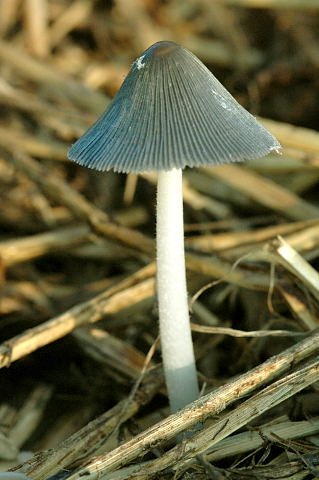
Coprinopsis cinerea
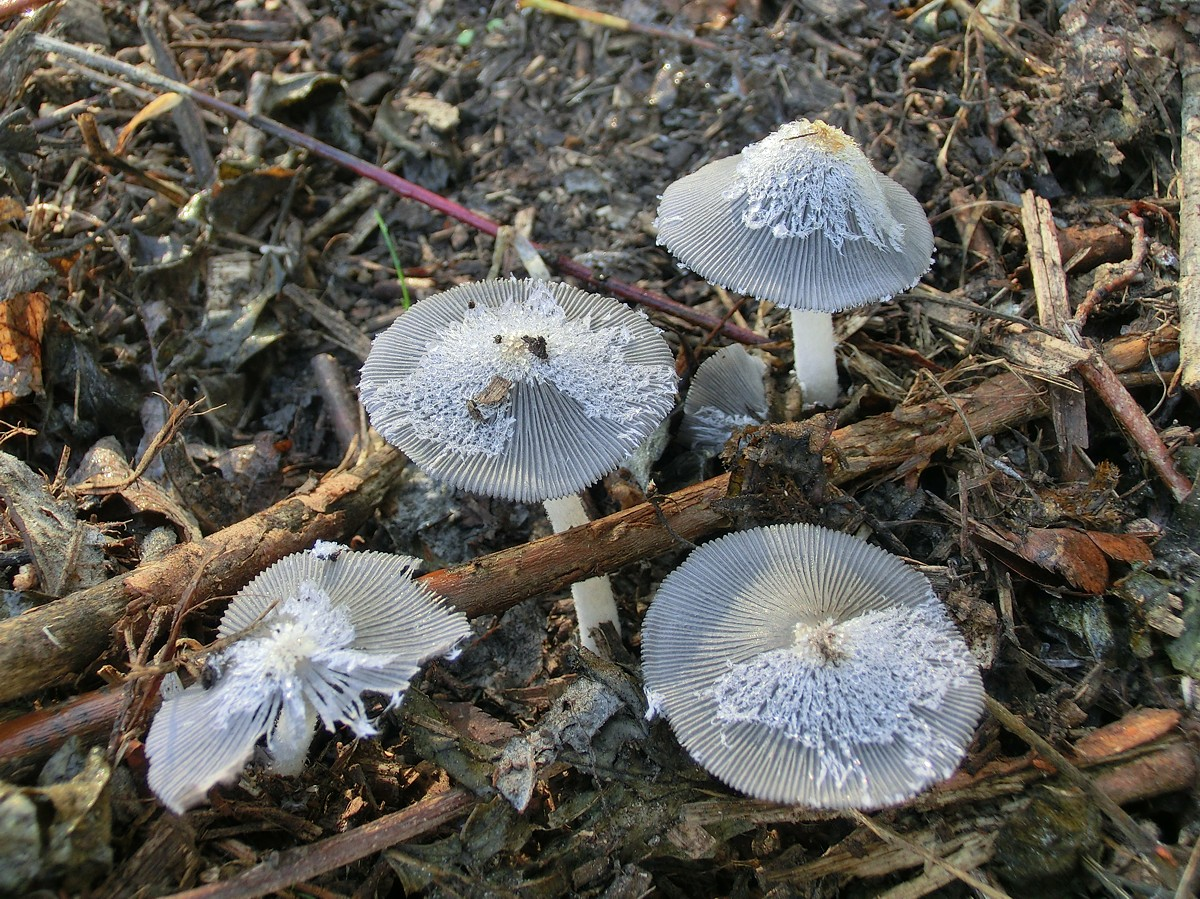
Coprinopsis lagopus
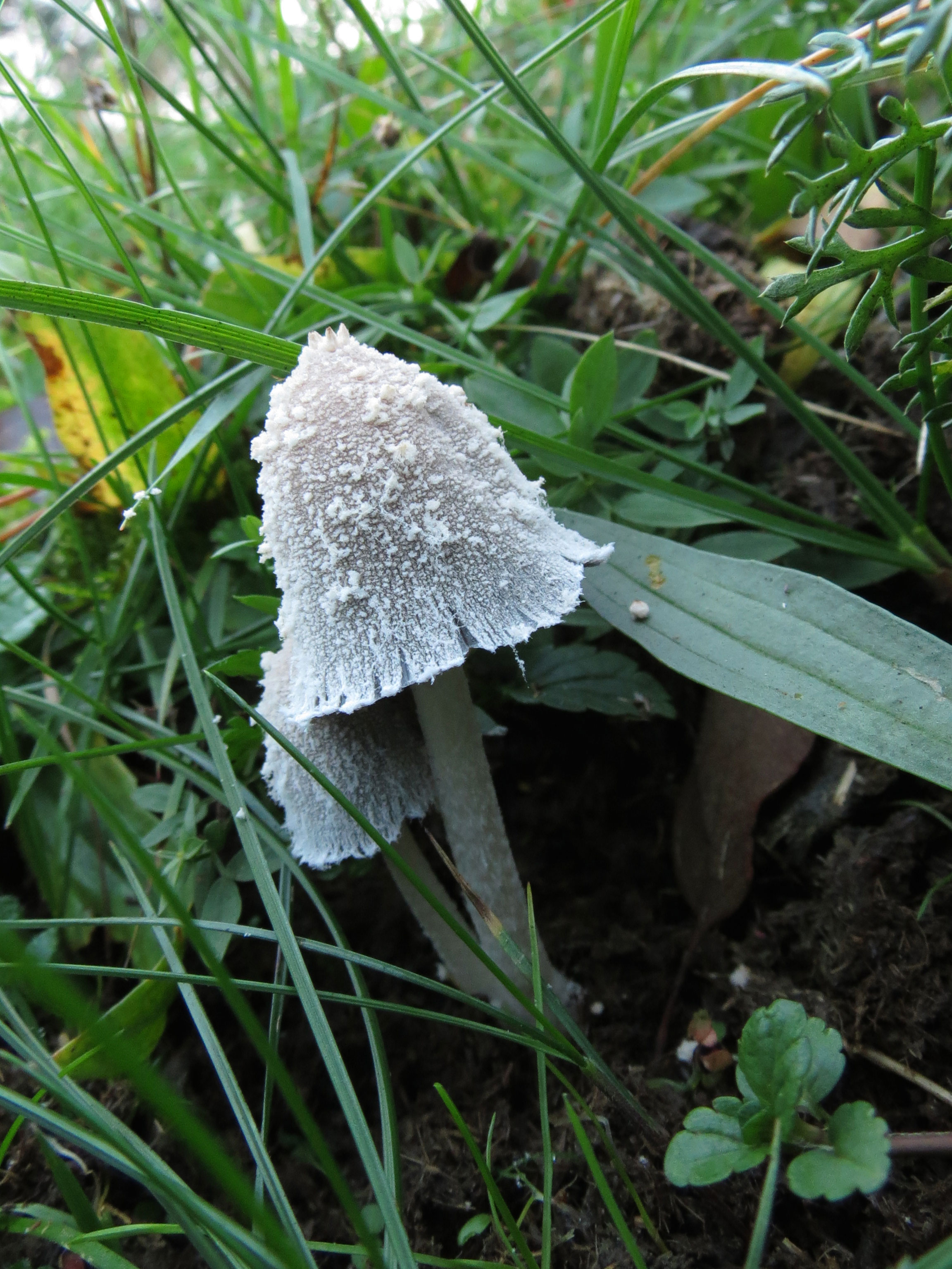
Coprinopsis nivea

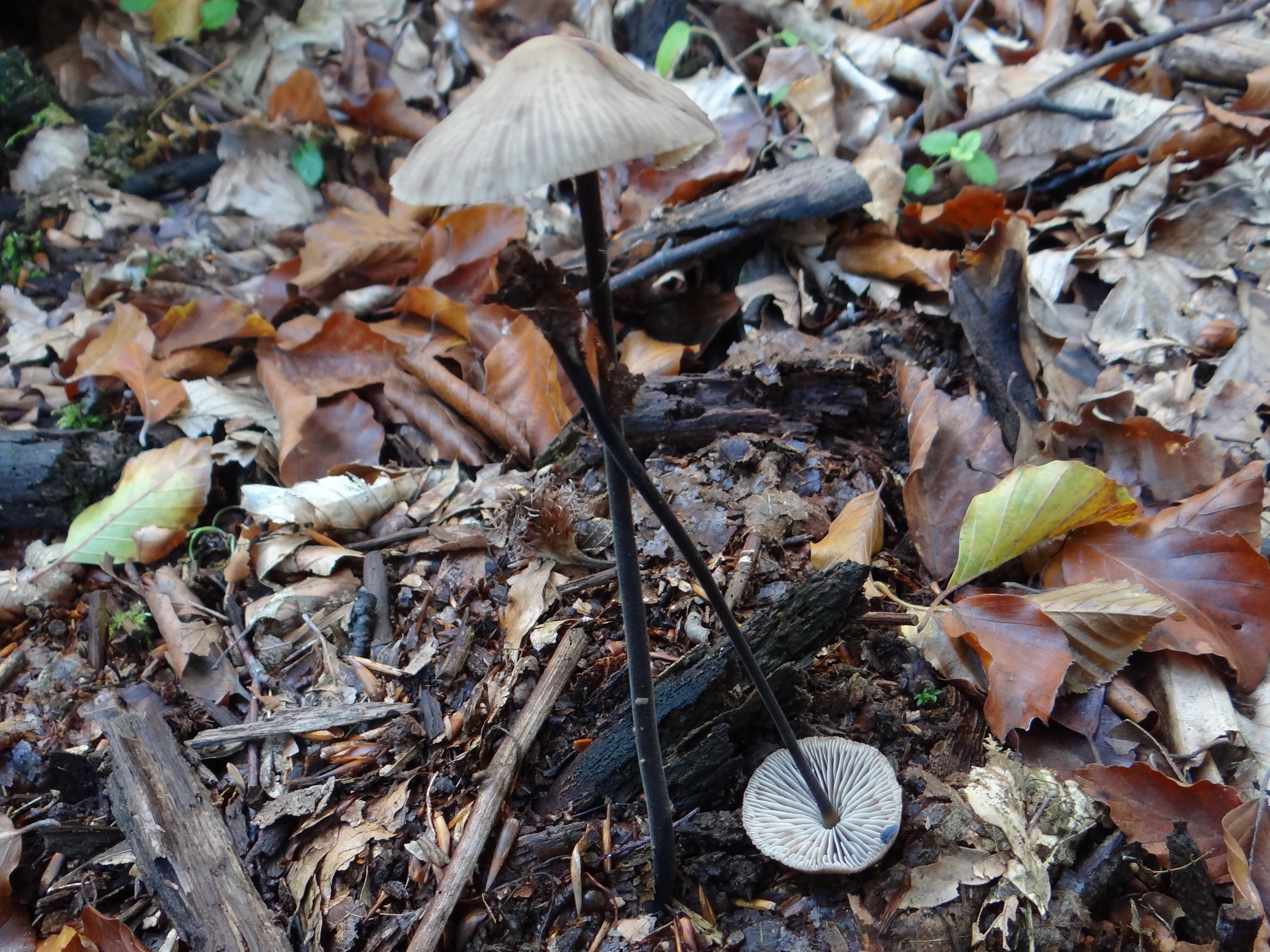
Marasmius alliaceus
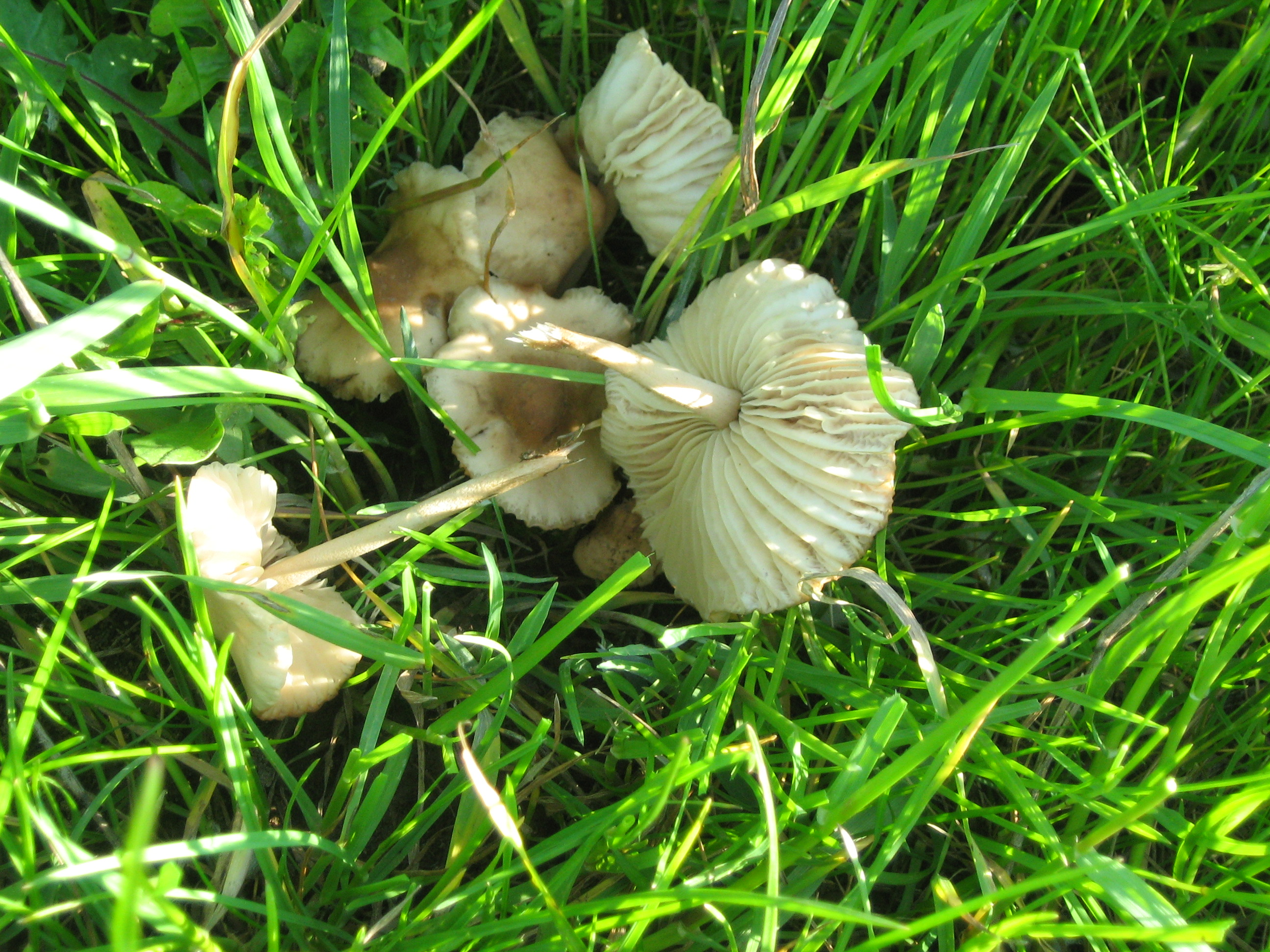
Marasmius oreades
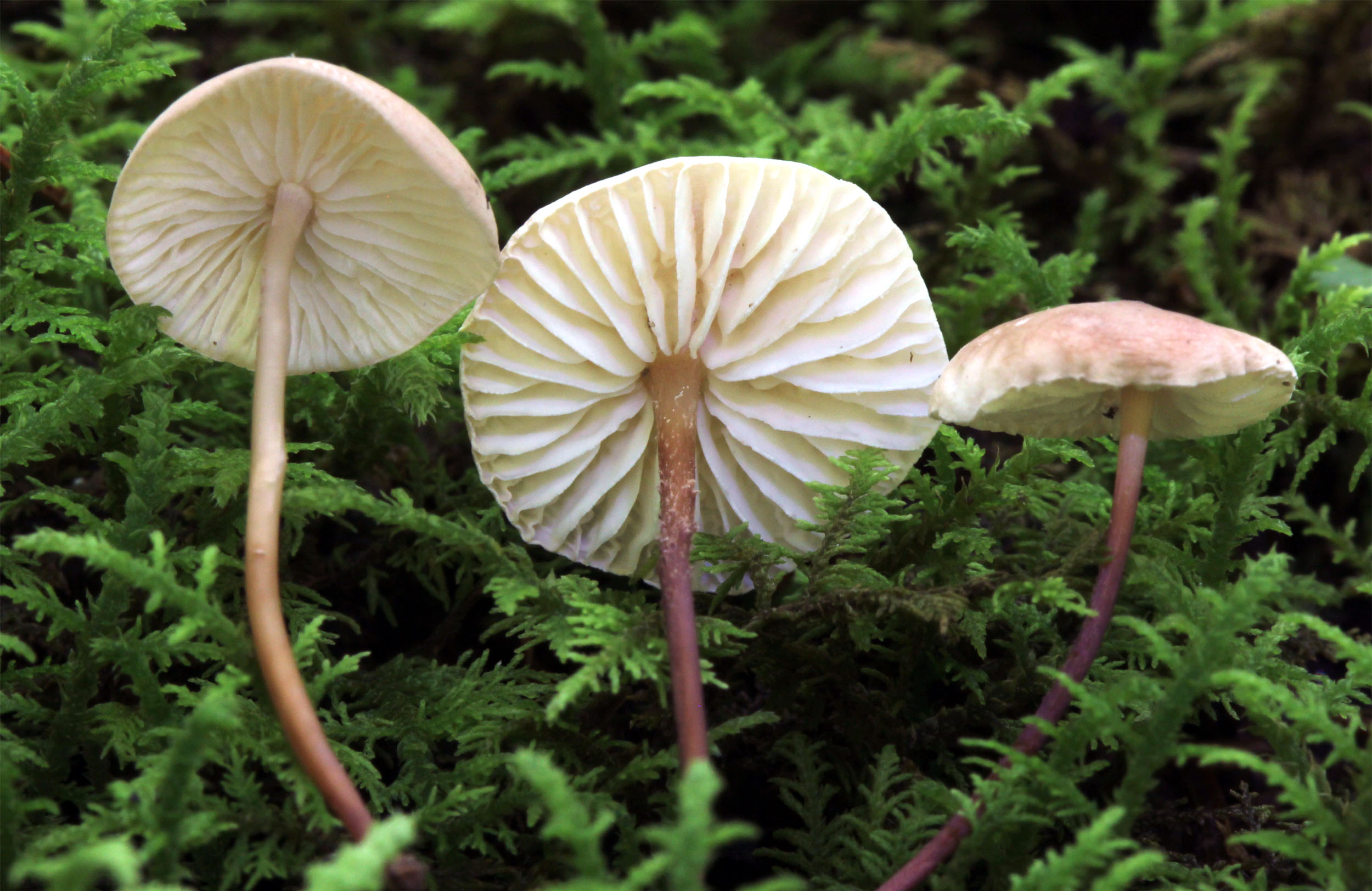
Marasmius scorodonius
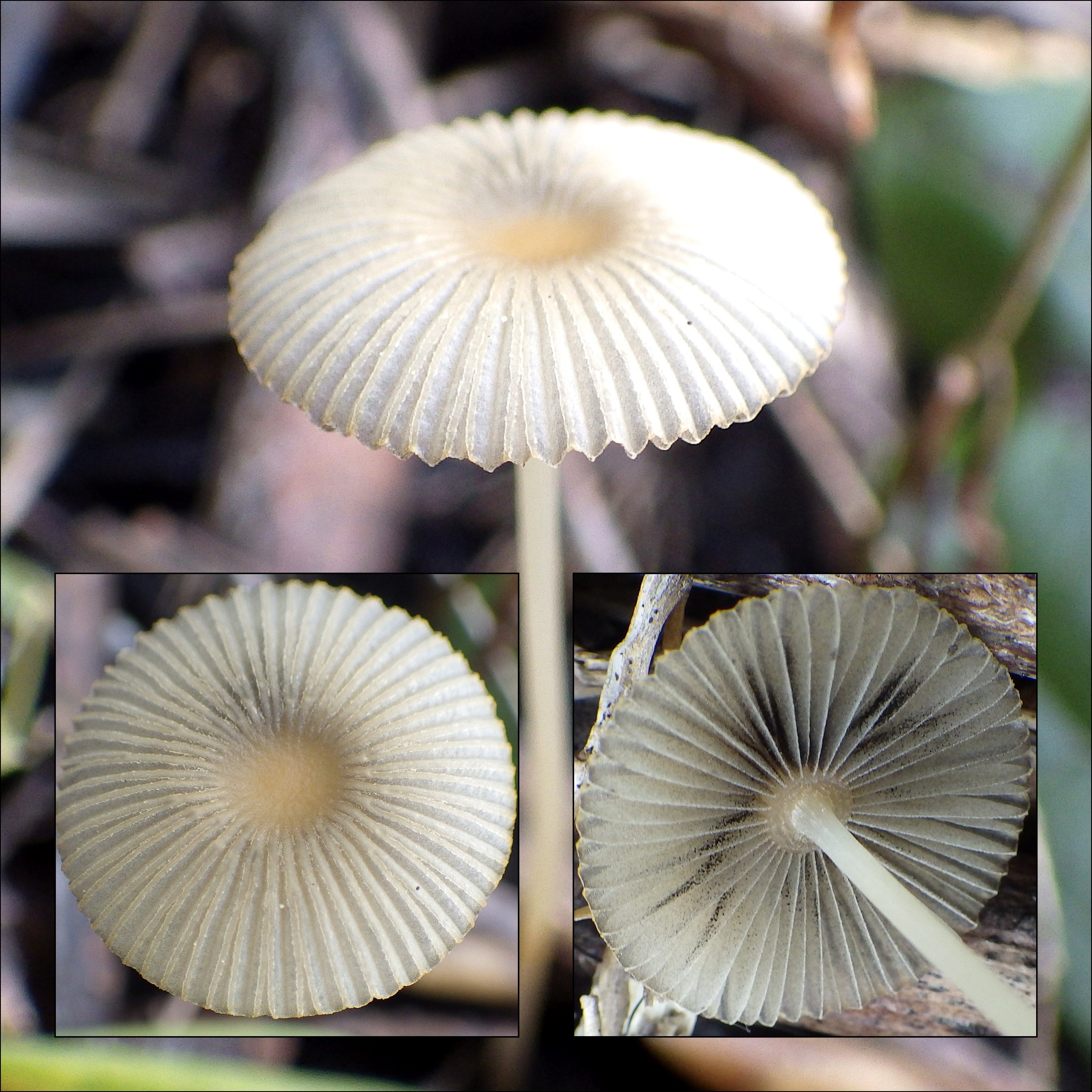
Parasola lactea
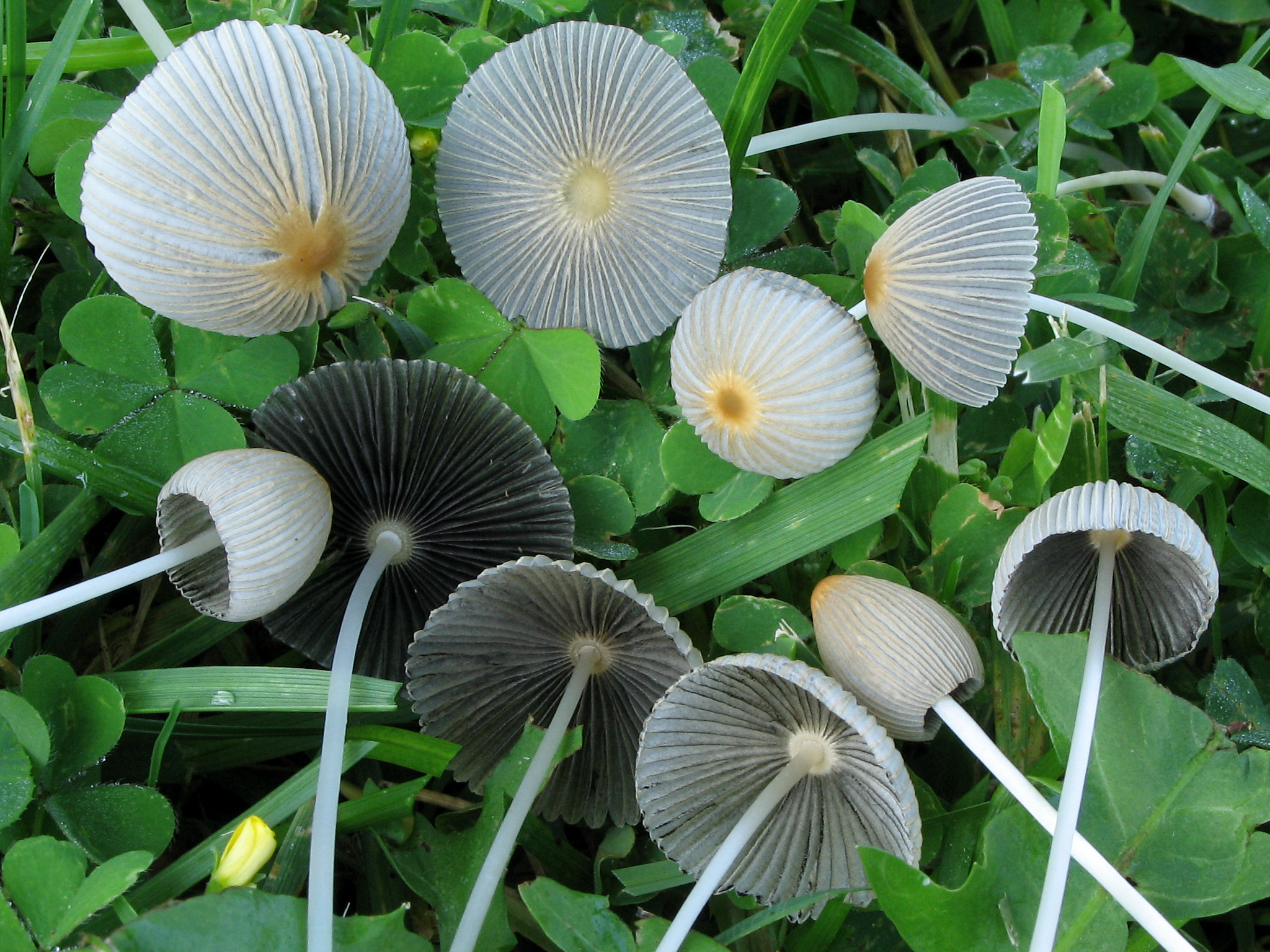
Parasola schroeteri

## Valorificare
Aceste ciuperci nu sunt otrăvitoare, dar din cauza consistenței și a mărimii nesemnificative fără nici o valoare culinară, dar sunt indicatori fiabili pentru aparința iminentă a speciilor mai mari de ciuperci care au nevoie de un timp mai lung pentru dezvoltarea lor.